# Физика танких слојева
Физика танких слојева је научна дисциплина која се бави проучавањем различитих аспеката оплемењивања површине чврстог тела у случају када упадни сноп са хипертермалном енергијом дејствује по површини. При томе са порастом времена интеракције упадног снопа и подлоге, површина све више губи претходне карактеристике и мења се у жељеном правцу, док унутрашњост материјала задржава своје особине.

## Танак слој
Танак слој је депоновани материјал дебљине у распону од делића нанометра (монослој) до неколико микрометара, све док се осећа утицај подлоге на мерену физичку величину. За дебљине веће од ових вредности депоновани материјал представља превлаку чија се дебљина обично креће од 0,1 до неколико стотина микрометара. Електронски полупроводници и оптичке превлаке представљају главну примену конструкције танких слојева.
Позната примена танких слојева је кућно огледало које обично има танку металну превлаку на полеђини стакла за формирање рефлексивног лика. Процес просребравања некада је био уобичајен за производњу огледала. Облагање врло танким слојем (дебљине мање од око 50 нанометара) користи се за производњу двосмерних огледала. 
Перформансе оптичких превлака (нпр. антирефлексивних) углавном се побољшавају када се танак слој састоји од више слојева различите дебљине и индекса преламања. Исто тако, периодична структура наизменично постављених танких слојева различитих материјала може збирно да формира слојну структуру која користи појаву квантног заточења ограничавајући електронске појаве на две димензије.
Феромагнетни и фероелектрични танки слојеви користе се као меморија рачунара. Имају примену и у фармацији утичући на ослобађање лека у одређеном делу тела. Користе се за производњу танкослојних батерија и соларних ћелија. 
Керамички танки слојеви су у широкој употреби. Релативно јака тврдоћа и инертност керамичких материјала чине ову врсту танких слојева погодном за заштиту подлоге материјала од корозије, оксидације и хабања. Нарочито употреба ових превлака на резни алат може му продужити век трајања за неколико реда величине.
Врши се истраживање на новој класи танких слојева неорганских оксида названим аморфни тешки метали катјона различитих оксида који би могли да се користе за производњу транспарентних транзистора који су јефтини, стабилни и повољни за животну средину.

## Депоновање
Депозиционе методе за измену особина материјала на површини обухватају бројне поступке који могу да се користе за депоновање танких слојева/превлака различитих материјала. Све депозиционе методе могу да се поделе у неколико основних група: физичке методе депоновања, хемијске методе депоновања, плазма депозиција и комбиновани поступци.

### Физичке методе депоновања
Физичке методе депоновања засноване су на превођењу материјала у парно стање, загревањем у вакууму или бомбардовањем јонским снопом. Процеси могу да се изводе у атмосфери реактивног гаса, тако да се на подлози формира једињење депозита. Практично сви метали, њихова једињења, смеше и легуре, могу овим поступком да се депонују на основни материјал. Методе омогућавају депоновање танких слојева малим (nm/min) и великим (50μm/min) брзинама депоновања.

### Хемијске методе депоновања
Хемијске методе депоновања засноване су на хемијској реакцији основног материјала са средином која материјал контролисано окружује (чврста, течна или гасовита фаза) и то електролизом или депоновањем из парне фазе. Код галванских поступака количина депонованог материјала по јединици површине G/A дата је изразом:
```
                 

  

    

      

        

          

            
G

            
A

          

        

        
 

      

    

    
{\displaystyle {\frac {G}{A}}\ }

  

 = 
·
·
·
```

где су J - густина струје, t - време,E - електрохемијски еквивалент,  - ефикасност струјног процеса (однос експерименталне и теоријске вредности тежине депозита; вредност је између 0,5 и 1).

### Формирање и раст танког слоја
Теоријска анализа процеса нуклеације, формирања и раста танког слоја, обухвата више ступњева који се експериментално не могу једнозначно да потврде. Поред експерименталних потешкоћа за континуално праћење свих фаза процеса, проблеми настају и због промена параметара депоновања. Тако, промена висине вакуума у систему за депоновање мења садржај нечистоћа у депонованом материјалу и брзину нуклеације.
До првих резултата о постојању различитих фаза процеса депоновања дошао је  (1935), испитујући депоновање сребра трансмисионим оптичким микроскопом. До истих резултата дошли су и (четрдесетих година и касније) и други истраживачи користећи за своја испитивања методу трансмисионе микроскопије и in-situ карактеризацију процеса.
Експерименталне вредности формирања танких слојева представљене су са четири фазе процеса: 1) нуклеацију и стварање острвске структуре, 2) спајање острва у веће накупине, 3) образовање каналске структуре и 4) формирање континуалног слоја. 
1. У првој фази депоновања формирају се тродимензионални нуклеуси који расту и формирају стабилна острва димензија 1-5 nm. Површинском дифузијом адатома и субкритичних нуклеуса мала острва и даље расту при чему нека од њих добијају геометријски облик.
2. Даљим депоновањем димензије острва расту, а међусобно растојање опада. Услед коалесценције мањих острва њихова густина на површини се смањује. Нека од већих острва попримају хексагоналне облике који карактершу коалесценцију.
3. Када формирана острва достигну критичну величину, међусобно се брзо спајају формирајући мрежу депонованог материјала. Мрежа депозита је раздвојена каналском структуром неправилног облика. Ширина канала је 10-20 nm и местимично у њима могу да се уоче мала острвца секундарне нуклеације.
4. Коначно, депоновањем новог материјала,на површини подлоге формира се континуални слој ситнозрне структуре. Величина кристалитата је 10-20 nm (квазиаморфна структура). Рекристализација депозита почиње у фази коалесценције, па је величина зрна знатно већа од растојања између нуклеуса. Спајањем нараслих нуклеуса формирају се границе и кристалити са великом концентрацијом дефеката - двојника и грешака паковања.

За настајање фаза највећи утицај имају параметри депоновања: брзина депоновања, дебљина слоја и стање на подлози (температура и обрада). Особине депонованог материјала могу значајно да буду измењене променом само једног од параметара депоновања (Thorton-ов дијаграм). Тако нпр. за депоновање вишекомпонентних материјала (легуре, смеше, једињења) парцијални притисак резидуалног гаса може да буде основни чинилац који одређује могућност депоновања и структуру слоја. Карактеристике материјала значајно утичу на покретњивост адатома и субкритичних нуклеуса. Материјали са високом тачком топљења (метални оксиди и нитриди) на собној температури подлоге формирају континуалан слој при дебљинама мањим од 10 nm. Лако топљиви метали (и) више агломерирају и континуалан слој се формира на дебљинама између 20 и 30 nm.

## Основне карактеристике танких слојева

### Структурне карактеристике
Добро познавање структурних карактеристика значајно је не само са становишта основних истраживања, већ и због могућности утицања на друге особине. Многе особине танких слојева/превлака зависе од кристалне структуре, посебно од карактеристика које су дефинисане првом фазом, нуклеацијом и растом. 
Структурна испитивања обухватају испитивања хомогености, кристаличности и зрновитости слоја, концентрације и врсте дефеката.

### Електричне особине
Електричне особине танких слојева значајно се разликују од истих карактеристика комадног узорка. Вредности електричног отпора танког слоја зависе од концентрације места за расејавање електрона (дефекти, нечистоће), дакле, од услова при којима је материјал депонован. Експериментално се вредности слојне отпорности мере методом „четири тачке“. 

### Механичке особине
Основна карактеристика превлака за функционалну заштиту је њихова постојаност у радним условима — механичке особине система депоновани материјал/подлога. Најчешће испитиване механичке особине су:
- адхезија слој/подлога (рад који је потребно утрошити за њихово раздвајање)
- унутрашњи напони у слоју (компресивна или атрактивна сила која изазива формирање микропрсотина)
- затезне карактеристике (тврдоћа, лом и еластичност).

Свака од наведених карактеристика зависи од великог броја параметара, а све заједно од основних карактеристика материјала превлаке, материјала подлоге и услова депоновања.

### Оптичке особине
Танкослојне структуре представљају идеалне системе за испитивање оптичких особина као што су: оптичка рефлексија, трансмисија, адсорпција и њихов однос са оптичком константом депонованог материјала. На бази испитивања оптичких особина материјала депонованог у вакууму конструисани су системи са појачаном рефлексијом, адсорпцијом, интерференцијом и поларизацијом. Синтезом вишеслојних оптичких материјала добијене су карактеристике које је немогуће добити на комадном узорку.

### Хемијски састав
Већина савремених метода за испитивање особина материјала заснована је на интеракцији снопа упадних честица или електомагнетног зрачења са површином и анализи емитованих честица или зрачења са узорка. Како мале количине примеса и нечистоћа утичу на особине депозита, процеси се испитују у вакууму уз коришћење познатих техника за формирање снопа, детектовање и анализу емитованог сигнала.